# Saltos ornamentais nos Jogos Pan-Americanos de 2019 - Trampolim de 3 m sincronizado masculino
A competição do trampolim de 3 m sincronizado masculino é um dos eventos dos saltos ornamentais nos Jogos Pan-Americanos de 2019, em Lima. Foi disputada no Centro Aquático Nacional no dia 3 de agosto de 2019. 

## Calendário
Horário local (UTC-5).
| Data        | Horário | Fase   |
| ----------- | ------- | ------ |
| 3 de agosto | 20:37   | Finais |

## Medalhistas
| Ouro   | MEX Yahel Castillo e Juan Celaya           |
| Prata  | CAN Philippe Gagné e François Imbeau-Dulac |
| Bronze | USA Michael Hixon e Andrew Capobianco      |

## Resultado final
| Pos.              | Saltador                             | Nacionalidade            | Pontos |
| ----------------- | ------------------------------------ | ------------------------ | ------ |
| Medalha de ouro   | Yahel Castillo Juan Celaya           | MEX México               | 429.81 |
| Medalha de prata  | Philippe Gagné François Imbeau-Dulac | CAN Canadá               | 414.21 |
| Medalha de bronze | Michael Hixon Andrew Capobianco      | USA Estados Unidos       | 404.13 |
| 4                 | Sebastián Morales Daniel Restrepo    | COL Colômbia             | 389.31 |
| 5                 | Laydel Domínguez José Quintana       | CUB Cuba                 | 367.08 |
| 6                 | José Ruvalcaba Frandiel Gómez        | DOM República Dominicana | 359.82 |
| 7                 | Diego Carquin Donato Neglia          | CHI Chile                | 341.64 |
| 8                 | Luis Bonfim Kawan Pereira            | BRA Brasil               | 335.49 |
| 9                 | Adrian Infante Daniel Pinto          | PER Peru                 | 331.29 |